# Lucas de los Santos
Lucas Paul de los Santos Ruiz Díaz (26 luglio 2001) è un calciatore uruguaiano, centrocampista del Celaya in prestito dal Puebla.

## Carriera
Cresciuto nel settore giovanile dello Defensor Sporting, ha esordito in prima squadra il 5 ottobre 2021 disputando l'incontro di Segunda División perso 1-0 contro il Central Español. L'anno seguente ha invece esordito in prima divisione.
Nel 2023 si è trasferito al Puebla, club della prima divisione messicana.

## Statistiche

### Presenze e reti nei club
Statistiche aggiornate al 2 giugno 2022.
| Stagione        | Squadra           | Campionato      | Campionato | Campionato | Coppe nazionali | Coppe nazionali | Coppe nazionali | Coppe continentali | Coppe continentali | Coppe continentali | Altre coppe | Altre coppe | Altre coppe | Totale | Totale |
| Stagione        | Squadra           | Comp            | Pres       | Reti       | Comp            | Pres            | Reti            | Comp               | Pres               | Reti               | Comp        | Pres        | Reti        | Pres   | Reti   |
| --------------- | ----------------- | --------------- | ---------- | ---------- | --------------- | --------------- | --------------- | ------------------ | ------------------ | ------------------ | ----------- | ----------- | ----------- | ------ | ------ |
| 2021            | Defensor Sporting | SD              | 9          | 0          |                 | -               | -               |                    | -                  | -                  |             | -           | -           | 9      | 0      |
| 2022            | Defensor Sporting | PD              | 13         | 0          |                 | -               | -               |                    | -                  | -                  |             | -           | -           | 13     | 0      |
| Totale carriera | Totale carriera   | Totale carriera | 22         | 0          |                 | -               | -               |                    | -                  | -                  |             | -           | -           | 22     | 0      |

## Palmarès

### Club

#### Competizioni nazionali
- Copa Uruguay: 1

Defensor Sporting: 2022